# نادي الديوان
نادي الديوان الرياضي هو فريق كرة قدم عراقي مقره بغداد، يلعب في الدوري العراقي الدرجة الثالثة.

## روابط خارجية
- أندية العراق - تواريخ التأسيس